# Tempio di Roma Italia
Il Tempio di Roma Italia (in inglese: Rome Italy Temple) è il 162° tempio della Chiesa di Gesù Cristo dei Santi degli Ultimi Giorni ed è situato a Roma, nel quartiere Porta di Roma, in via di Settebagni n. 376.
Inaugurato il 14 gennaio 2019, è il primo tempio della Chiesa di Gesù Cristo in Italia e il 162° aperto nel mondo. L'edificio si trova all'interno di un sito che include anche una chiesa, un centro visitatori, un centro per la storia familiare, una foresteria e giardini, aperti al pubblico.
Il complesso architettonico progettato dall'architetto statunitense Hanno Luschin è costato circa 60 milioni di euro, interamente finanziati dalle decime versate dai fedeli alla Chiesa.

## Storia
Alla fine degli anni 1990 la Chiesa di Gesù Cristo dei Santi degli Ultimi giorni acquistò per 2,5 miliardi di lire un terreno di circa 15 ettari sito nella periferia nord di Roma. Al centro della proprietà vi era una villetta degli anni 1920, in cui erano ospitati i missionari.
L'anno successivo alla stipula dell'intesa tra il Governo italiano e la Chiesa di Gesù Cristo dei Santi degli Ultimi Giorni, la costruzione del tempio di Roma venne annunciata il 4 ottobre 2008 da Thomas S. Monson, presidente della chiesa, durante una sessione della Conferenza Generale. La posa della prima pietra avvenne il successivo 23 ottobre, con una cerimonia inaugurale presieduta da Thomas S. Monson.
Il 25 marzo 2017 è stata installata sulla guglia orientale la statua dell'angelo Moroni, realizzata in vetroresina placcata d'oro, alta quattro metri e pesante 200 chilogrammi. Il profeta Moroni è rappresentato mentre suona una tromba, che simboleggia la diffusione del Vangelo e l'annuncio della seconda venuta del Salvatore Gesù Cristo.
Il 14 gennaio 2019 il tempio di Roma è stato aperto al pubblico per le visite guidate, a cui hanno partecipato circa 70.000 persone.
Dopo essere stato ricevuto in visita per la prima volta in Vaticano da papa Francesco il giorno precedente, domenica 10 marzo 2019 il Profeta Russell M. Nelson, presidente della Chiesa, ha effettuato la dedicazione del Tempio con la cerimonia della posa della pietra angolare.

## Descrizione
Il tempio di Roma, alto 18 metri con due guglie di oltre 42 e 48 metri e una superficie di circa 4.000 metri quadrati su tre livelli, è caratterizzato da un rivestimento grigio-bianco in granito sardo e dall'uso massiccio del marmo di Perlato Svevo proveniente da cave italiane, utilizzato in tutto l'edificio (pavimenti, pareti e controsoffitti). Alcuni intarsi sono stati realizzati con pietre provenienti da Italia, Spagna, Turchia e Brasile.
Nel battistero è presente un grande altare, mentre il foyer è ispirato allo stile michelangiolesco di piazza del Campidoglio a Roma: il motivo della piazza capitolina è infatti presente nelle decorazioni dei tappeti delle stanze celestiali e in quelle dedicate ai matrimoni. Sono state realizzate altresì opere d'arte, vetrate, modanature a corona e altri preziosi arredi e finiture.
Presso il centro visitatori sono esposte le copie in marmo di Carrara del Christus dello scultore danese Bertel Thorvaldsen e dei dodici apostoli, alte tre metri ciascuna e ricreate a mano dallo scultore italiano Luciano Massari.